# Mikele Barber
Mikele Barber (Livingston (Nueva Jersey), Estados Unidos, 4 de octubre de 1980) es una atleta estadounidense, especialista en la prueba de relevos 4 x 100 m, con la que ha logrado ser campeona mundial en 2007.

## Carrera deportiva
En el Mundial de Osaka 2007 gana la medalla de oro en los relevos 4 x 100 metros, con un tiempo de 41.98 segundos que fue récord mundial, quedando por delante de las jamaicanas y las belgas (bronce), y siendo sus compañeras de equipo: Lauryn Williams, Allyson Felix y Torri Edwards.